# Categoría Primera B 2017
Die Categoría Primera B 2017, nach einem Sponsor auch Torneo Águila genannt, war die siebenundzwanzigste Spielzeit der zweiten kolumbianischen Spielklasse im Fußball der Herren, die von der División Mayor del Fútbol Profesional Colombiano (DIMAYOR) ausgerichtet wurde.
Die Absteiger aus der Categoría Primera A 2016 waren Boyacá Chicó FC und Fortaleza FC.
Sieger der Apertura wurde Boyacá Chicó. Die Finalización konnte Leones FC für sich entscheiden. Da Leones die Gesamttabelle auf dem ersten Platz abschloss, stand der Verein bereits vor dem Finale um die Meisterschaft als erster Aufsteiger fest.
Im Endspiel um die Meisterschaft konnte sich Boyacá Chicó gegen Leones FC im Elfmeterschießen durchsetzen, nachdem sowohl das Hin- als auch das Rückspiel unentschieden ausgegangen waren. Boyacá Chicó sicherte sich damit den zweiten Aufstiegsplatz.

## Modus
Der Modus hatte sich im Vergleich zum Vorjahr verändert. Die Saison war in zwei Halbserien aufgeteilt, Apertura und Finalización. In beiden Phasen spielten zunächst alle 16 Mannschaften im Ligamodus einmal gegeneinander, zusätzlich ges einen Spieltag mit Clásicos, an dem Spiele mit Derby-Charakter ausgetragen wurden. Die ersten acht Mannschaften qualifizierten sich für das Viertelfinale, auf das Halbfinale und Finale folgten. Bei der Auslosung der Viertelfinalspiele waren die Mannschaften auf den Plätzen eins bis vier im ersten Lostopf und bekamen eine Mannschaft der Plätze fünf bis acht zugelost. In der Finalrunde hatte jeweils die in der Gesamttabelle besser platzierte Mannschaft im Rückspiel Heimrecht. Am Ende spielten die beiden Halbserienmeister einen Meister aus, der direkt in die erste Liga aufstieg. Der zweite Aufsteiger sollte zwischen dem unterlegenen Finalisten und dem besten Verein der Gesamttabelle ermittelt werden. Da der unterlegene Finalist gleichzeitig Sieger der Gesamttabelle war, stieg er direkt als zweite Mannschaft auf. Bei einem Sieg beider Halbserien hätte ein Verein direkt als Aufsteiger und Meister festgestanden. Der zweite Aufsteiger wäre dann in einem Spiel zwischen den zwei nächstbestplatzierten Vereinen der Gesamttabelle bestimmt worden.

## Teilnehmer
Die folgenden Vereine nahmen an der Spielzeit 2017 teil.
| Mannschaft | Stadt                  | Stadion                         | Kapazität    |
| --- | ---------------------- | ------------------------------- | ------------ |
| Atlético FC | Cali Palmira           | Pascual Guerrero Rivera Escobar | 35.405 9000  |
| Barranquilla FC | Barranquilla Malambo   | Metropolitano Bomboná 1         | 58.000 -     |
| Bogotá FC | Bogotá                 | Metropolitano de Techo          | 10.000       |
| Boyacá Chicó FC | Tunja                  | Independencia                   | 25.000       |
| Cúcuta Deportivo | Cúcuta Zipaquirá 2     | General Santander El Zipa       | 42.901 7000  |
| Deportes Quindío | Armenia                | Centenario                      | 20.716       |
| Deportivo Pereira | Pereira                | Hernán Ramírez Villegas         | 31.192       |
| Fortaleza FC | Zipaquirá Bogotá       | El Zipa Metropolitano de Techo  | 7.000 10.000 |
| Leones FC | Itagüí                 | Ciudad de Itagüí                | 12.000       |
| Llaneros FC | Villavicencio          | Manuel Calle Lombana            | 15.000       |
| Orsomarso SC | Palmira                | Rivera Escobar                  | 9000         |
| Real Cartagena | Cartagena              | Jaime Morón León                | 16.068       |
| Real Santander | Floridablanca          | Álvaro Gómez Hurtado            | 12.000       |
| Unión Magdalena | Santa Marta/Magangué 3 | Diego de Carvajal               | 12.000       |
| Universitario Popayán | Popayán                | Ciro López                      | 5000         |
| Valledupar FC | Valledupar             | Armando Maestre Pavajeau        | 10.000       |
| 1 Aufgrund von Umbauarbeiten an beiden Stadien in Barranquilla spielte Barranquilla FC bis Mitte März seine Heimspiele im Trainingszentrum des Vereins in Malambo.2 Aufgrund von Konflikten der Vereinsführung mit der Regierung von Norte de Santander zog der Verein für die Saison 2017 nach Zipaquirá um. Ab Mitte der Rückserie kehrte der Verein nach Beilegung der Konflikte in das Estadio General Santander zurück.3 Das Heimstadion von Unión Magdalena ist ursprünglich das Estadio Eduardo Santos in Santa Marta, das aber aus Sicherheitsgründen nicht verwendet werden durfte. |                        |                                 |              |

## Apertura

### Abschlusstabelle der Ligaphase
| Pl. | Verein                | Sp. | S  | U | N  | Tore    | Diff. | Punkte |
| --- | --------------------- | --- | -- | - | -- | ------- | ----- | ------ |
| 1.  | Deportivo Pereira     | 16  | 10 | 5 | 1  | 023:100 | +13   | 35     |
| 2.  | Deportes Quindío      | 16  | 9  | 2 | 5  | 023:110 | +12   | 29     |
| 3.  | Real Santander        | 16  | 8  | 4 | 4  | 018:100 | +8    | 28     |
| 4.  | Llaneros FC           | 16  | 8  | 3 | 5  | 019:150 | +4    | 27     |
| 5.  | Boyacá Chicó FC (A)   | 16  | 7  | 6 | 3  | 020:180 | +2    | 27     |
| 6.  | Leones FC             | 16  | 8  | 2 | 6  | 023:160 | +7    | 26     |
| 7.  | Cúcuta Deportivo      | 16  | 7  | 5 | 4  | 021:140 | +7    | 26     |
| 8.  | Orsomarso SC          | 16  | 7  | 5 | 4  | 017:140 | +3    | 26     |
| 9.  | Barranquilla FC       | 16  | 7  | 2 | 7  | 020:200 | ±0    | 23     |
| 10. | Fortaleza FC (A)      | 16  | 5  | 6 | 5  | 015:160 | −1    | 21     |
| 11. | Universitario Popayán | 16  | 4  | 5 | 7  | 015:170 | −2    | 17     |
| 12. | Valledupar FC         | 16  | 5  | 1 | 10 | 018:240 | −6    | 16     |
| 13. | Unión Magdalena       | 16  | 4  | 2 | 10 | 019:310 | −12   | 14     |
| 14. | Bogotá FC             | 16  | 4  | 2 | 10 | 015:270 | −12   | 14     |
| 15. | Real Cartagena        | 16  | 3  | 4 | 9  | 016:250 | −9    | 13     |
| 16. | Atlético FC           | 16  | 2  | 6 | 8  | 013:270 | −14   | 12     |

| (A) | Absteiger aus der Categoría Primera A: Boyacá Chicó FC, Fortaleza FC |

### Finalrunde

#### Viertelfinale
Die Hinspiele wurden vom 20. bis 23. und die Rückspiele am 28. und 29. Mai 2017 ausgetragen.
|                  | Gesamt          |                   | Hinspiel | Rückspiel |
| ---------------- | --------------- | ----------------- | -------- | --------- |
| Cúcuta Deportivo | 3:1             | Deportivo Pereira | 1:0      | 2:1       |
| Orsomarso SC     | 3:4             | Deportes Quindío  | 1:2      | 2:2       |
| Leones FC        | 2:2 (3:4 i. E.) | Real Santander    | 2:1      | 0:1       |
| Boyacá Chicó FC  | 3:2             | Llaneros FC       | 3:1      | 0:1       |

#### Halbfinale
Die Hinspiele wurden am 1. und die Rückspiele am 4. und 5. Juni 2017 ausgetragen
|                 | Gesamt          |                  | Hinspiel | Rückspiel |
| --------------- | --------------- | ---------------- | -------- | --------- |
| Boyacá Chicó FC | 7:6             | Cúcuta Deportivo | 5:2      | 2:4       |
| Real Santander  | 2:2 (4:3 i. E.) | Deportes Quindío | 1:0      | 1:2       |

#### Finale
Das Hinspiel wurde am 8. und das Rückspiel am 13. Juni 2017 ausgetragen. Nach einem 3:2-Hinspielerfolg in Tunja reichte Boyacá Chicó im Rückspiel in Floridablanca ein 1:1-Unentschieden, um Halbserienmeister zu werden und sich damit für das Finale um die Meisterschaft und den Aufstieg zu qualifizieren.
|                 | Gesamt |                | Hinspiel | Rückspiel |
| --------------- | ------ | -------------- | -------- | --------- |
| Boyacá Chicó FC | 4:3    | Real Santander | 3:2      | 1:1       |

##### Hinspiel
| Paarung         | Boyacá Chicó FC – Real Santander |
| Ergebnis        | 3:2 (1:1) |
| Datum           | 8. Juni 2017 um 17:45 Uhr (UTC−5) |
| Stadion         | Estadio La Independencia, Tunja |
| Schiedsrichter  | Nicolás Gallo (Caldas) |
| Tore            | 0:1 José Mosquera (7., Eigentor) 1:1 Misael Riascos (39., Elfmeter) 2:1 Felipe Ponce (64.) 2:2 Nelson Camacho (75.) 3:2 Wilmar González (81.) |
| Boyacá Chicó FC | José Huber Escobar, Wilmar González, Yair Ibargüen, José Mosquera, Daniel Olave, Felipe Acosta, José Barreto (46. Felipe Ponce Ramírez), Óscar Iván Balanta, Mateo Palacios, Diego Valdés Giraldo (85. Santiago Arango), Misael Riascos Cheftrainer: Jhon Gómez         |
| Real Santander  | Julián Ledesma, Nelson Camacho, Miguel Herrera, Jair Blanco, Robert Carvajal, Óscar Álvarez (88. Yerson Morales), Jahir Castillo, Daniel Mantilla, Roger Lemus (50. Roger Pereira), Juan Zapata (73. Emanuel Arias), Luis Ferney Ríos Cheftrainer: Víctor Hugo González |
| Gelbe Karten    | Diego Valdés Giraldo – Jhair Castillo, Julián Ledesma, Nelson Camacho |

##### Rückspiel
| Paarung         | Real Santander – Boyacá Chicó FC |
| Ergebnis        | 1:1 (0:1) |
| Datum           | 12. Juni 2017 um 19:00 Uhr (UTC−5) |
| Stadion         | Estadio Álvaro Gómez Hurtado, Floridablanca |
| Schiedsrichter  | Carlos Betancur (Valle del Cauca) |
| Tore            | 0:1 Diego Valdés (21.) 1:1 Luis Ferney Ríos (90.+1', Elfmeter) |
| Real Santander  | Julián Ledesma, Nelson Camacho, Miguel Herrera, Jair Blanco, Robert Carvajal, Óscar Álvarez (83. Yhair Ruiz), Jahir Castillo (71. Brandon Mendieta), Daniel Mantilla, Emanuel Arias (66. Roger Pereira), Juan Zapata, Luis Ferney Ríos Cheftrainer: Víctor Hugo González |
| Boyacá Chicó FC | José Huber Escobar, Anderson Peña, Carlos Díaz, José Mosquera, Daniel Olave, Felipe Ponce Ramírez (78. Dennis Mena), José Barreto, Óscar Iván Balanta, Mateo Palacios (60. Felipe Acosta), Diego Valdés, Misael Riascos (85. Julián Ayala) Cheftrainer: Jhon Gómez       |
| Gelbe Karten    | Emanuel Arias, Nelson Camacho – Anderson Peña, Felipe Ponce, José Barreto, José Escobar |

### Torschützenliste
Bei gleicher Anzahl von Treffern sind die Spieler alphabetisch geordnet.
| Pl. | Spieler                | Mannschaft       | Tore |
| --- | ---------------------- | ---------------- | ---- |
| 1.  | Erwin Carrillo         | Cúcuta Deportivo | 9    |
| 1.  | Gustavo Torres         | Deportes Quindío | 9    |
| 3.  | Juan Sebastián Herrera | Barranquilla FC  | 8    |
| 3.  | Junior Murillo         | Orsomarso SC     | 8    |
| 3.  | Luis Ferney Ríos       | Real Santander   | 8    |
| 3.  | Diego Valdés Giraldo   | Boyacá Chicó FC  | 8    |
| 7.  | Roger Lemus            | Real Santander   | 7    |
| 7.  | Jeison Medina          | Leones FC        | 7    |
| 7.  | Misael Riascos         | Boyacá Chicó FC  | 7    |
| 7.  | Jader Valencia         | Bogotá FC        | 7    |

## Finalizazión

### Abschlusstabelle der Ligaphase
| Pl.                     | Verein                | Sp. | S  | U | N | Tore    | Diff. | Punkte |
| ----------------------- | --------------------- | --- | -- | - | - | ------- | ----- | ------ |
| 1.                      | Barranquilla FC       | 16  | 10 | 3 | 3 | 021:100 | +11   | 33     |
| 2.                      | Deportivo Pereira     | 16  | 9  | 3 | 4 | 023:130 | +10   | 30     |
| 3.                      | Deportes Quindío      | 16  | 9  | 3 | 4 | 028:190 | +9    | 30     |
| 4.                      | Leones FC             | 16  | 9  | 3 | 4 | 020:150 | +5    | 30     |
| 5.                      | Cúcuta Deportivo      | 16  | 8  | 3 | 5 | 030:200 | +10   | 27     |
| 6.                      | Llaneros FC           | 16  | 6  | 7 | 3 | 026:230 | +3    | 25     |
| 7.                      | Real Cartagena        | 16  | 7  | 3 | 6 | 020:200 | ±0    | 24     |
| 8.                      | Orsomarso SC          | 16  | 6  | 5 | 5 | 016:140 | +2    | 23     |
| 9.                      | Boyacá Chicó FC (A)   | 16  | 6  | 5 | 5 | 016:150 | +1    | 23     |
| 10.                     | Unión Magdalena       | 16  | 5  | 5 | 6 | 020:220 | −2    | 20     |
| 11.                     | Atlético FC           | 16  | 5  | 3 | 8 | 013:250 | −12   | 18     |
| 12.                     | Real Santander        | 16  | 3  | 5 | 8 | 021:250 | −4    | 14     |
| 13.                     | Bogotá FC             | 16  | 3  | 5 | 8 | 010:190 | −9    | 14     |
| 14.                     | Valledupar FC         | 16  | 3  | 5 | 8 | 014:280 | −14   | 14     |
| 15.                     | Fortaleza FC (A)      | 16  | 2  | 6 | 8 | 014:190 | −5    | 12     |
| 16.                     | Universitario Popayán | 16  | 2  | 6 | 8 | 013:180 | −5    | 12     |
| Stand: 29. Oktober 2017 |                       |     |    |   |   |         |       |        |

| (A) | Absteiger aus der Categoría Primera A: Boyacá Chicó FC, Fortaleza FC |

### Finalrunde

#### Viertelfinale
Die Hinspiele wurden vom 4. bis 6. und die Rückspiele am 11. und 12. November 2017 ausgetragen.
|                  | Gesamt          |                   | Hinspiel | Rückspiel |
| ---------------- | --------------- | ----------------- | -------- | --------- |
| Cúcuta Deportivo | 4:2             | Barranquilla FC   | 3:0      | 1:2       |
| Real Cartagena   | 4:1             | Deportivo Pereira | 3:0      | 1:1       |
| Llaneros FC      | 8:1             | Deportes Quindío  | 5:0      | 3:1       |
| Orsomarso SC     | 1:1 (2:4 i. E.) | Leones FC         | 1:0      | 0:1       |

#### Halbfinale
Die Hinspiele wurden am 16. und die Rückspiele am 19. November 2017 ausgetragen.
|                  | Gesamt |             | Hinspiel | Rückspiel |
| ---------------- | ------ | ----------- | -------- | --------- |
| Cúcuta Deportivo | 3:4    | Leones FC   | 2:2      | 1:2       |
| Real Cartagena   | 2:3    | Llaneros FC | 2:1      | 0:2       |

#### Finale
Das Hinspiel wurde am 23. und das Rückspiel am 26. November 2017 ausgetragen. Nach einem 1:4-Auswärtssieg im Hinspiel in Villavicencio reichte Leones FC im Rückspiel in Itagüí ein 0:0-Unentschieden, um Halbserienmeister zu werden und sich damit für das Finale um die Meisterschaft zu qualifizieren. Da der Verein zudem die Gesamttabelle auf dem ersten Platz abschließen konnte, stand er schon vor dem Meisterschafts-Finale als erster Aufsteiger fest.
|             | Gesamt |           | Hinspiel | Rückspiel |
| ----------- | ------ | --------- | -------- | --------- |
| Llaneros FC | 1:4    | Leones FC | 1:4      | 0:0       |

Team #1 spielte das erste Spiel zu Hause.

##### Hinspiel
| Paarung        | Llaneros FC – Leones FC |
| Ergebnis       | 1:4 (0:2) |
| Datum          | 23. November 2017 um 15:15 Uhr (UTC−5) |
| Stadion        | Estadio Manuel Calle Lombana, Villavicencio |
| Schiedsrichter | John Hinestroza (Chocó) |
| Tore           | 0:1 Jeison Medina (7.) 0:2 Jeison Medina (38.) 0:3 Edisson Restrepo (58.) 0:4 Sebastián Gómez (74.) 1:4 Jhon Velásquez (90.+3') |
| Llaneros FC    | Jorge Soto, Nicolás Hoyos (45. José Cuenú), Anderson Angulo, Camilo Bolaños, Claudio Rubiano, Jesús Martínez, José Palacios (60. Mateo Zapata), Jhon Velásquez, Marlon Tinoco (46. Juan Lemus), David Ramírez, Mario Alexander Álvarez Cheftrainer: Jairo Patiño |
| Leones FC      | Arled Cadavid Valencia, Daniel Osorio, Edisson Restrepo, David Montoya, Diego Sánchez, Mateo Muñoz (57. Mateo Serna), Sebastián Gómez, Felipe Jaramillo, Jeison Medina, Jhon Henry Sánchez, Wilmar Cruz Cheftrainer: Juan Carlos Álvarez                         |
| Gelbe Karten   | keine – Mateo Muñoz, Daniel Osorio |

##### Rückspiel
| Paarung        | Leones FC – Llaneros FC |
| Ergebnis       | 0:0 |
| Datum          | 26. November 2017 um 19:10 Uhr (UTC−5) |
| Stadion        | Estadio Metropolitano Ciudad de Itagüí, Itagüí |
| Schiedsrichter | Nicolás Gallo (Caldas) |
| Tore           | keine |
| Leones FC      | Arled Cadavid Valencia, Daniel Osorio, Edisson Restrepo, David Montoya, Felipe Aguirre, Sebastián Gómez, Mateo Muñoz (53. Mateo Serna), Felipe Jaramillo (53. Yeison Zabaleta), Jeison Medina, Jhon Sánchez, Wilmar Cruz (74. Eliecer Espinosa) Cheftrainer: Juan Carlos Álvarez |
| Llaneros FC    | Juan Lemus, Jesús Martínez, José Cuenú, Anderson Angulo, Camilo Bolaños, Federico Arbeláez, Mateo Zapata (55. Mario Alexander Álvarez), José Palacios (72. Marlon Tinoco), Claudio Rubiano, Jhon Velásquez (65. Humberto Zuluaga), David Ramírez Cheftrainer: Jairo Patiño       |
| Gelbe Karten   | Felipe Jaramillo, Mateo Serna – Anderson Angulo, Camilo Bolaños, Hugo Palacios, Paul Rubiano |

### Torschützenliste
Bei gleicher Anzahl von Treffern sind die Spieler alphabetisch geordnet.
| Pl. | Spieler                 | Mannschaft       | Tore |
| --- | ----------------------- | ---------------- | ---- |
| 1.  | Jhon Velásquez          | Llaneros FC      | 11   |
| 2.  | Erwin Carrillo          | Cúcuta Deportivo | 10   |
| 2.  | Jeison Medina           | Leones FC        | 10   |
| 4.  | José Palacios           | Llaneros FC      | 8    |
| 5.  | Mario Alexander Álvarez | Llaneros FC      | 7    |
| 5.  | Diego Echeverri         | Cúcuta Deportivo | 7    |
| 5.  | Luis Ferney Ríos        | Real Santander   | 7    |
| 5.  | Juan Salcedo            | Real Cartagena   | 7    |
| 5.  | Daiver Vega             | Unión Magdalena  | 7    |
| 10. | Ethan González          | Barranquilla FC  | 6    |
| 10. | Stiwar Mena             | Deportes Quindío | 6    |
| 10. | Juan Camilo Zapata      | Valledupar FC    | 6    |

## Finale um die Meisterschaft
Das Hinspiel des Finales wurde am 2. Dezember 2017 in Tunja und das Rückspiel am 6. Dezember in Itagüí ausgetragen. Boyacá Chicó konnte sich im Elfmeterschießen durchsetzen, nachdem beide Spiele unentschieden ausgegangen waren, und wurde Meister.
Leones FC stand bereits vorals Aufsteiger fest, da es auf dem ersten Platz der Gesamttabelle stand. Da Boyacá Chicó Meister wurde, stiegen Leones FC und Boyacá Chicó auf und es war kein zweites Aufstiegsduell nötig.
|                 | Gesamt          |           | Hinspiel | Rückspiel |
| --------------- | --------------- | --------- | -------- | --------- |
| Boyacá Chicó FC | 1:1 (5:3 i. E.) | Leones FC | 0:0      | 1:1       |

### Hinspiel
| Paarung         | Boyacá Chicó FC – Leones FC |
| Ergebnis        | 0:0 |
| Datum           | 2. Dezember 2017 um 17:15 Uhr (UTC−5) |
| Stadion         | Estadio La Independencia, Tunja |
| Schiedsrichter  | Carlos Betancur (Valle del Cauca) |
| Tore            | keine |
| Boyacá Chicó FC | José Huber Escobar, Yilber Tobar, José Mosquera, Carlos Díaz, Jordy Monroy, Yecid Torres (45. José Barreto), Dennis Mena, Juan David Díaz (64. Diego Valdés Giraldo), Felipe Ponce Ramírez, Mateo Palacios (90.+2' Felipe Acosta), Misael Riascos Cheftrainer: Jhon Gómez                |
| Leones FC       | Arled Cadavid Valencia, Daniel Osorio, Edisson Restrepo, David Montoya, Felipe Aguirre, Mateo Muñoz, Sebastián Gómez Londoño, Felipe Jaramillo (70. Yeison Zabaleta), Jeison Medina, Jhon Sánchez (79. Mateo Serna), Wilmar Cruz (86. Eliecer Espinosa) Cheftrainer: Juan Carlos Álvarez |
| Gelbe Karten    | Misael Riascos, Yecid Torres, José Mosquera – Felipe Jaramillo, Daniel Osorio |
| Platzverweise   | Dennis Mena – keine |

### Rückspiel
| Paarung         | Leones FC – Boyacá Chicó FC |
| Ergebnis        | 1:1 (1:0), 3:5 i. E. |
| Datum           | 6. Dezember 2017, 19:00 Uhr (UTC−5) |
| Stadion         | Estadio Metropolitano Ciudad de Itagüí, Itagüí |
| Schiedsrichter  | Andrés Rojas (Bogotá) |
| Tore            | 1:0 Jeison Medina (45.+3) 1:1 Ricardo Vásquez (55.) Elfmeterschießen: 0:1 Felipe Ponce 1:1 Edisson Restrepo 1:2 José Barreto 2:2 Mateo Muñoz 2:3 Ricardo Vázquez 3:3 Felipe Jaramillo 3:4 José Escobar Escobar hält gegen Serna 3:5 José Mosquera                                          |
| Leones FC       | Arled Cadavid Valencia (90. Cristian Arroyave), Daniel Osorio, Edisson Restrepo, David Montoya (65. Mateo Serna), Felipe Aguirre, Sebastián Gómez Londoño, Mateo Muñoz, Felipe Jaramillo, Jeison Medina, Jhon Sánchez, Wilmar Cruz (40. Eliecer Espinosa) Cheftrainer: Juan Carlos Álvarez |
| Boyacá Chicó FC | José Huber Escobar, Jordy Monroy, Carlos Díaz, José Mosquera, Yilber Tobar, José Barreto, Deiver Hinojosa (46. Mateo Palacios), Felipe Ponce Ramírez, Santiago Arango (46. Juan David Díaz), Diego Valdés Giraldo, Misael Riascos (52. Ricardo Michel Vázquez) Cheftrainer: Jhon Gómez     |
| Gelbe Karten    | Wilmar Cruz, Felipe Aguirre – Misael Riascos, Diego Valdez, Ricardo Vázquez, Juan Díaz, Carlos Díaz |

## Gesamttabelle
| Pl. | Verein                | Sp. | S  | U  | N  | Tore    | Diff. | Punkte |
| --- | --------------------- | --- | -- | -- | -- | ------- | ----- | ------ |
| 1.  | Leones FC             | 42  | 21 | 9  | 12 | 055:390 | +16   | 72     |
| 2.  | Cúcuta Deportivo      | 40  | 19 | 9  | 12 | 067:480 | +19   | 66     |
| 3.  | Deportivo Pereira     | 36  | 19 | 9  | 8  | 048:300 | +18   | 66     |
| 4.  | Deportes Quindío      | 38  | 20 | 6  | 12 | 058:430 | +15   | 66     |
| 5.  | Llaneros FC           | 40  | 18 | 11 | 11 | 054:530 | +1    | 65     |
| 6.  | Boyacá Chicó FC (A)   | 40  | 16 | 14 | 10 | 051:450 | +6    | 62     |
| 7.  | Barranquilla FC       | 34  | 18 | 5  | 11 | 043:340 | +9    | 59     |
| 8.  | Orsomarso SC          | 36  | 14 | 11 | 11 | 037:330 | +4    | 53     |
| 9.  | Real Santander        | 38  | 13 | 10 | 15 | 046:430 | +3    | 49     |
| 10. | Real Cartagena        | 36  | 12 | 8  | 16 | 042:490 | −7    | 44     |
| 11. | Unión Magdalena       | 32  | 9  | 7  | 16 | 039:530 | −14   | 34     |
| 12. | Fortaleza FC (A)      | 32  | 7  | 12 | 13 | 029:350 | −6    | 33     |
| 13. | Valledupar FC         | 32  | 8  | 6  | 18 | 032:520 | −20   | 30     |
| 14. | Atlético FC           | 32  | 7  | 9  | 16 | 026:520 | −26   | 30     |
| 15. | Universitario Popayán | 32  | 6  | 11 | 15 | 028:350 | −7    | 29     |
| 16. | Bogotá FC             | 32  | 7  | 7  | 18 | 025:460 | −21   | 28     |

(A) Absteiger aus der Categoría Primera A 2016: Boyacá Chicó, Fortaleza FC